# Sajóecseg
Sajóecseg ist eine ungarische Gemeinde im Kreis Miskolc im Komitat Borsod-Abaúj-Zemplén.

## Geografische Lage
Sajóecseg liegt in Nordungarn, zehn Kilometer nördlich des Zentrums der Kreisstadt und des Komitatssitzes Miskolc am linken Ufer des Flusses Sajó, in den an der nördlichen Gemeindegrenze der Fluss Bódva mündet. Nachbargemeinden sind Boldva, Sajósenye, Sajókeresztúr, Sajóbábony und Sajószentpéter.

## Geschichte
Im Jahr 1907 gab es in der damaligen Kleingemeinde 140 Häuser und 663 Einwohner auf einer Fläche von 1373 Katastraljochen. Sie gehörte zur damaligen Zeit zum Bezirk Miskolc im Komitat Borsod. Im Ort gab es eine Dampfmühle.

## Sehenswürdigkeiten
- Reformierte Kirche, erbaut 1770 und später erweitert
- Römisch-katholische Kirche Magyarok Nagyasszonya
- Weltkriegsdenkmal

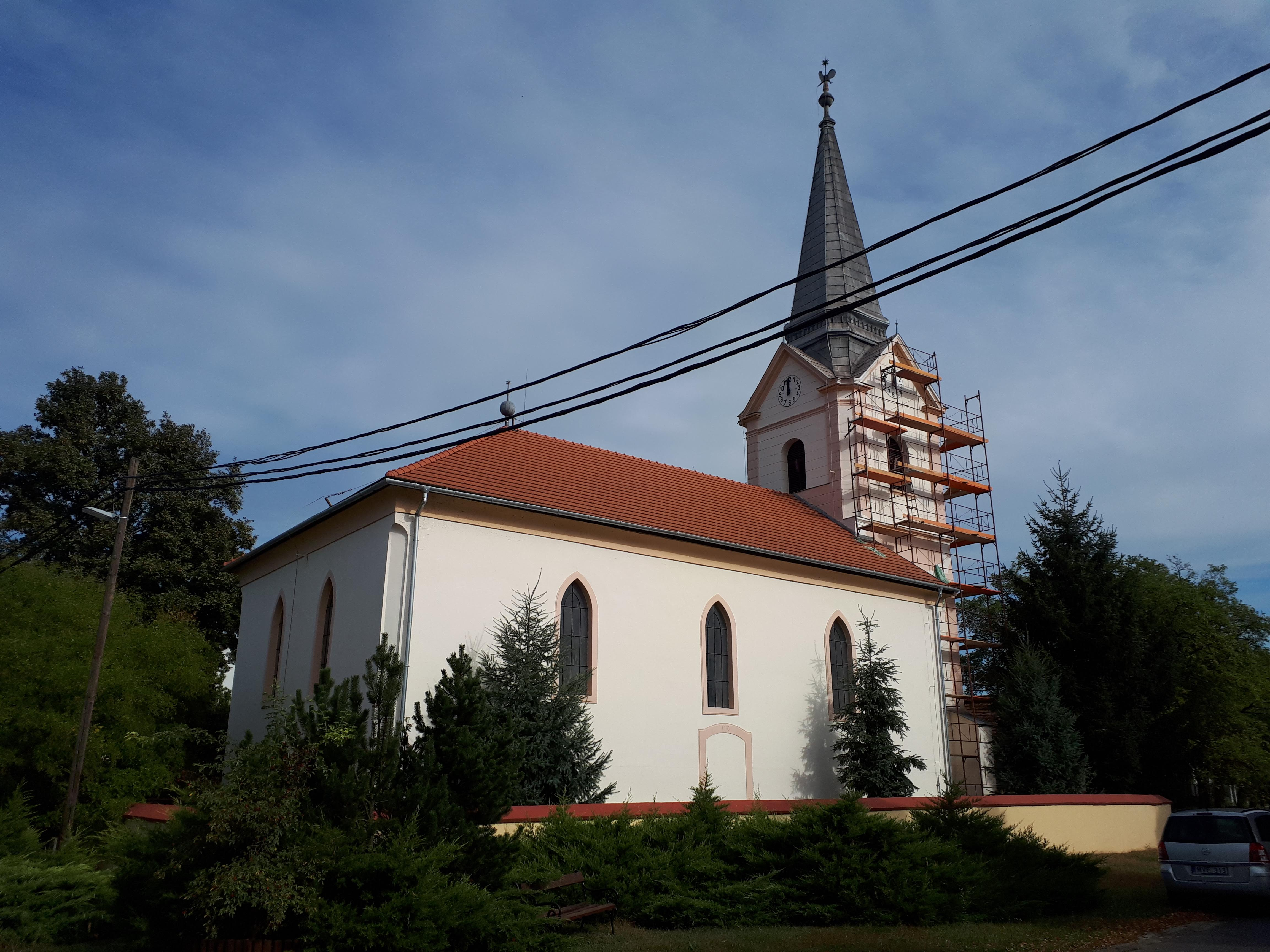
Reformierte Kirche
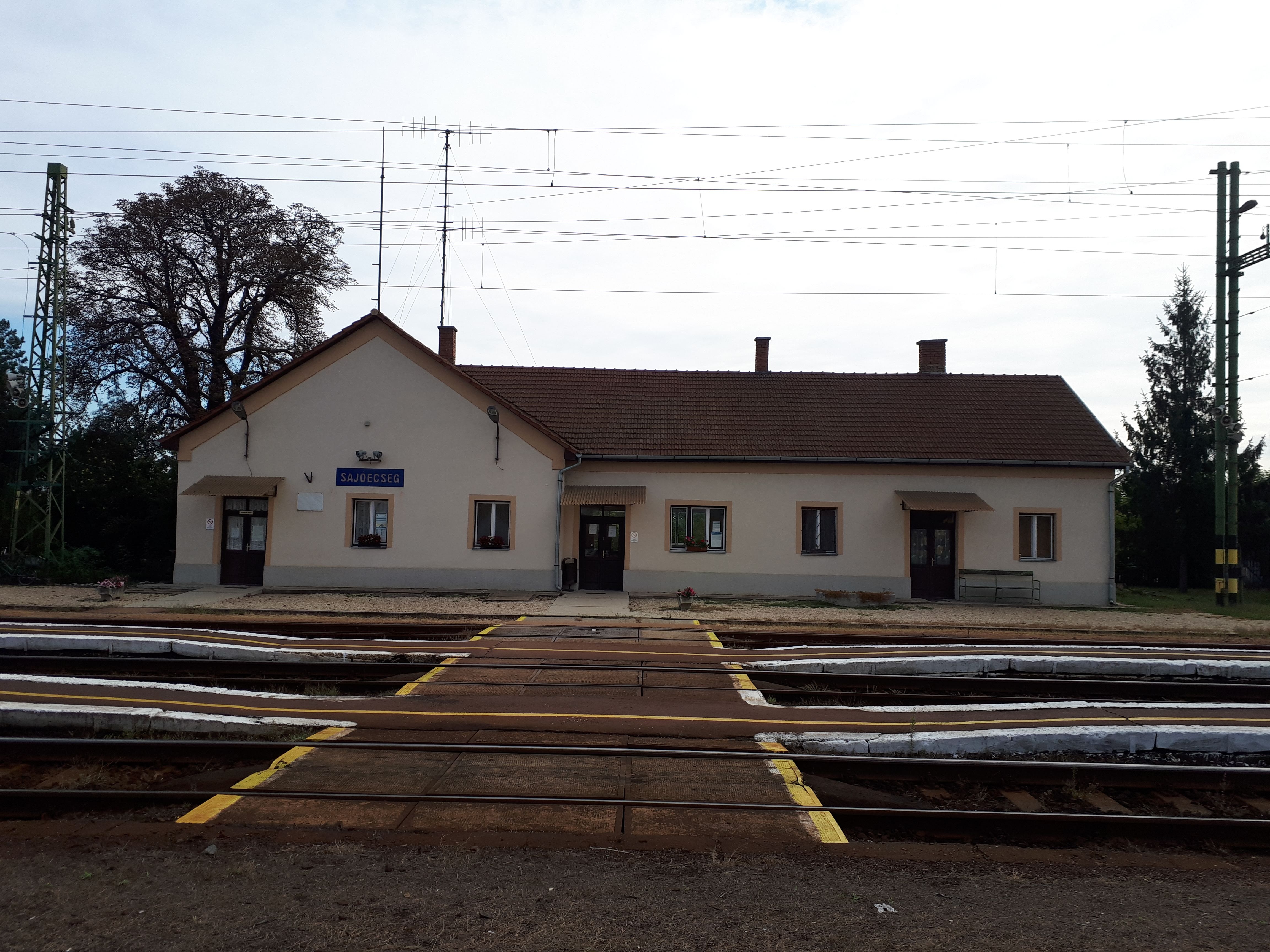
Bahnhof Sajóecseg

## Verkehr
Durch Sajóecseg verläuft die Landstraße Nr. 2618. Es bestehen Busverbindungen nach Miskolc sowie über Boldva und Borsodszirák nach Edelény. Weiterhin bestehen Zugverbindungen nach Miskolc, Ózd und Tornanádaska.